# More Than a Woman (álbum)
More Than a Woman é o quinto álbum de estúdio da cantora e compositora estadunidense Toni Braxton, lançado em 2002 através da Arista Records. O álbum contém uma roupagem mais voltada ao hip hop e ao universo urbano contemporâneo, assim como melodias mais suaves e contemporâneas. Braxton contou com a colaboração de sua irmã Tamar e seu esposo Keri Lewis, na maioria das faixas do álbum; que também teve a produção de Irv Gotti, Mannie Fresh, Rodney Jerkins e Brandy, entre outros.
Com More Than a Woman, Braxton dá continuidade à transição iniciada no álbum anterior, The Heat, que aproximou-a do mercado musical soul pop; distanciando-se do estilo de seus trabalhos anteriores com Babyface e L.A. Reid. Durante a produção de seus dois primeiros álbuns pela LaFace Records, Braxton detinha pouco controle criativo sobre o material lançado, sendo esta uma das questões alegadas pela cantora sobre sua quebra de contrato com a gravadora. 
O álbum foi relativamente bem recebido pela crítica especializada, que considerou-o similar a The Heat, mas sem o mesmo sucesso comercial. More Than a Woman estreou em 12ª posição na Billboard 200, vendendo 98 mil cópias na primeira semana e tornando-se um dos trabalhos de menor repercussão na carreira da cantora. Apesar de causar sucesso nas paradas de Bélgica e Dinamarca, o single "Hit the Freeway" falhou em emplacar nas paradas musicais americanas. Descontente com os resultados do álbum, a que atribuiu à baixa divulgação, Braxton rompeu com a gravadora em 2003.

## Faixas
1. "Let Me Show You the Way (Out)" – 4:18
2. "Give It Back" (featuring Big Tymers) – 3:38
3. "A Better Man" – 3:58
4. "Hit the Freeway" (featuring Loon) – 3:48
5. "Lies, Lies, Lies" – 5:10
6. "Rock Me, Roll Me" – 4:57
7. "Selfish" – 3:46
8. "Do You Remember When" – 4:02
9. "Me & My Boyfriend" – 3:43
10. "Tell Me" – 4:09
11. "And I Love You" – 3:59
12. "Always" – 4:29

## Desempenho nas tabelas musicais
| Tabela musical (2002)                   | Melhor posição |
| --------------------------------------- | -------------- |
| Alemanha - Offizielle Top 100           | 37             |
| Estados Unidos - Billboard 200          | 12             |
| Estados Unidos - Top R&B/Hip-Hop Albums | 5              |
| França - SNEP                           | 90             |
| Países Baixos - MegaCharts              | 88             |
| Reino Unido - OCC                       | 123            |

| País           | Provedor | Certificação | Vendagem |
| -------------- | -------- | ------------ | -------- |
| Estados Unidos | RIAA     | Ouro         | 500,000+ |

## Histórico de lançamento
| País           | Data de lançamento     | Selo musical             |
| -------------- | ---------------------- | ------------------------ |
| Alemanha       | 18 de novembro de 2002 | Sony Music Entertainment |
| Estados Unidos | 19 de novembro de 2002 | Arista Records           |
| Japão          | 27 de novembro de 2002 | Sony Music Japan         |